# Woronienka
Woronienka (ukr. Вороненка, Woronenka) – wieś na Ukrainie, należąca do miasta na prawach rejonu Jaremcze, w obwodzie iwanofrankiwskim.
Znajduje tu się stacja kolejowa Woronienka. W okresie międzywojennym była ona polską stacją graniczną.

## Historia
W II Rzeczypospolitej miejscowość należała do gminy Jabłonica powiatu nadwórniańskiego województwa stanisławowskiego. Stacjonowała tu placówka Straży Granicznej I linii „Woronienka”

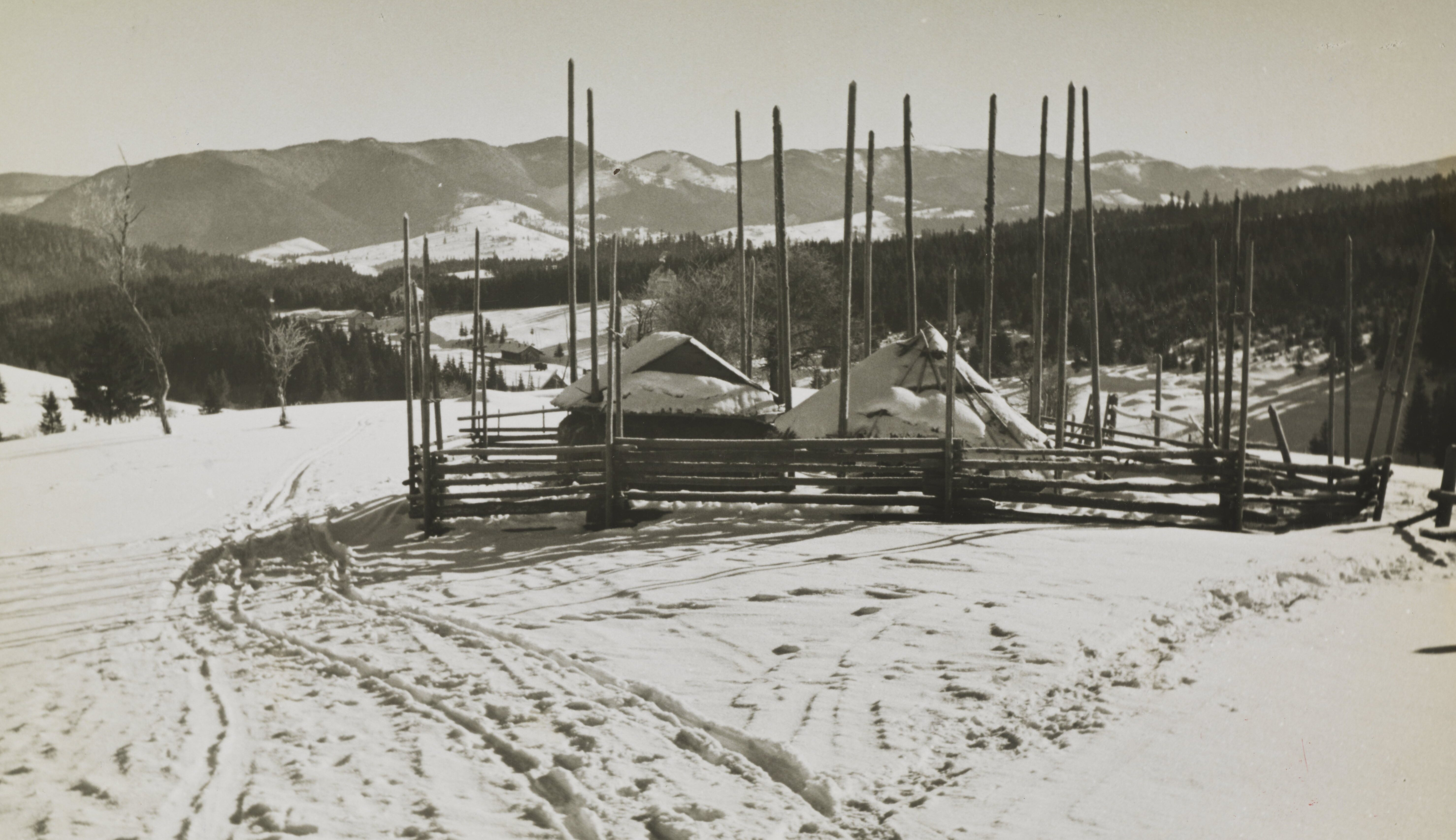
Stogi w Woronience, w latach 30. XX w.
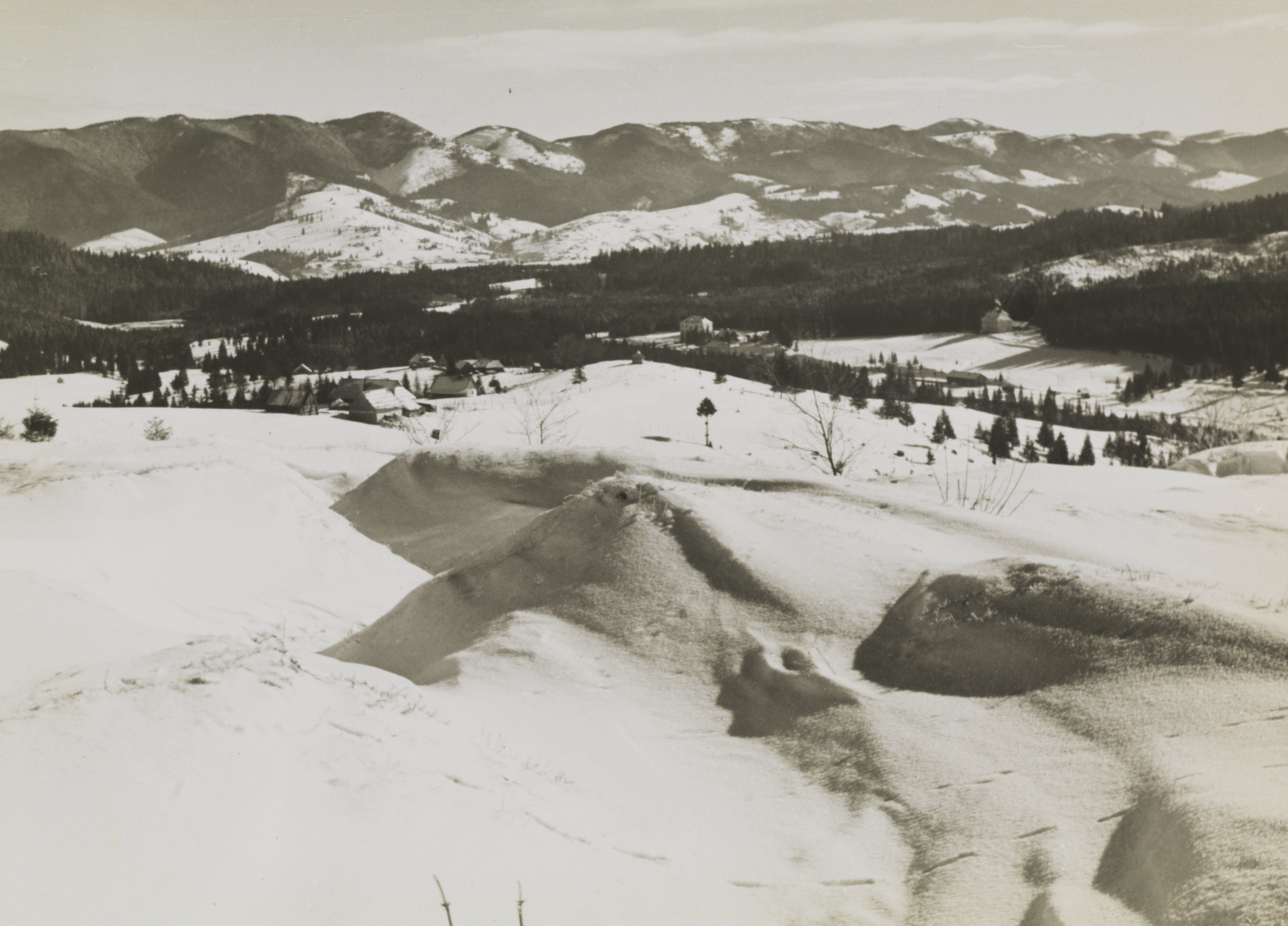
Okopy wojenne